# Take Me Home
A Take Me Home a One Direction nevet viselő brit-ír fiúbanda második nagylemeze, amely 2012. november 9-én jelent meg a Sony Music Entertainment kiadásában. A zeneszerzés és a lemezfelvételek többnyire Svédországban zajlottak a 2012-es év során Savan Kotecha, Rami Yacoub és Carl Falk közreműködésével, akik a What Makes You Beautiful és One Thing című dalokat is írták. Az album világszerte több, mint 35 országban került a listák élére, és a 4. legkelendőbb lemez lett 2012-ben 4,4 millió eladott példányszámmal. Azzal, hogy az album a megjelenést követően rögtön a US Billboard 200 élére került, a One Direction lett az első együttes, ami első két albumával a lista első helyére került. Emellett ők lettek a másodikok 2012-ben, akik 12 hónapon belül két no.1 albummal is büszkélkedhettek, valamint az első fiúbanda az amerikai slágerlisták történelmében, akik két albumukkal is a listák élén kötöttek ki egy naptári éven belül.
Az albumról kiadott első kislemez a Live While We're Young lett, amely 2012. szeptember 8-án jelent meg, és majdnem az összes országban a top 10-es listákon debütált, ezzel megdöntve a nem amerikaiként elért legmagasabb eladás rekordját a megjelenést követő egy héten belül. A későbbi kislemezek, a Little Things és a Kiss You, kevésbé voltak sikeresek, habár előbbi felkerült a Brit kislemezlista-ra.
| Sorszám | Cím                      | Írók                                                                                  | Hossz |
| ------- | ------------------------ | ------------------------------------------------------------------------------------- | ----- |
| 1.      | Live While We're Young   | Rami Yacoub, Carl Falk, Savan Kotecha                                                 | 3:18  |
| 2.      | Kiss You                 | Shellback, Yacoub, Falk, Kotecha, Kristian Lundin, Kristoffer Fogelmark, Albin Nedler | 3:03  |
| 3.      | Little Things            | Ed Sheeran, Fiona Bevan                                                               | 3:39  |
| 4.      | C'mon C'mon              | Julian Bunetta, Jamie Scott, John Ryan                                                | 2:45  |
| 5.      | Last First Kiss          | Fogelmark, Nedler, Kotecha, Yacoub, Falk, Liam Payne, Louis Tomlinson, Zayn Malik     | 3:23  |
| 6.      | Heart Attack             | Shellback, Kotecha, Yacoub, Falk, Lundin                                              | 2:56  |
| 7.      | Rock Me                  | Allan Grigg, Sam Hollander, Peter Svensson, Lukasz Gottwald, Henry Walter             | 3:20  |
| 8.      | Change My Mind           | Yacoub, Falk, Kotecha                                                                 | 3:32  |
| 9.      | I Would                  | Tom Fletcher, Danny Jones, Dougie Poynter                                             | 3:21  |
| 10.     | Over Again               | Sheeran, Robert Conlon, Alexander Gowers                                              | 3:02  |
| 11.     | Back For You             | Fogelmark, Nedler, Kotecha, Yacoub, Falk, Payne, Tomlinson, Harry Styles, Niall Horan | 2:58  |
| 12.     | They Don't Know About Us | Tebey Ottoh, Tommy Lee James, Peter Wallevik, Tommy P Gregersen                       | 3:20  |
| 13.     | Summer Love              | Steve Robson, Wayne Hector, Lindy Robbins, Payne, Tomlinson, Malik, Styles, Horan     | 3:28  |